# 卢埃河
卢埃河（法語：Louet，法語發音：[lwɛ]）是法国卢瓦尔河地区大区曼恩-卢瓦尔省的河流，是卢瓦尔河的左支流，长25千米，发源自卢瓦尔河畔瑞涅，于卢瓦尔河畔沙洛讷流入卢瓦尔河。